# Нічна засідка
«Нічна засідка» або «Мене зустрінуть місячної ночі» (англ. Ill Met by Moonlight) — британський пригодницький бойовик 1957 року.

## Сюжет
Під час Другої світової війни, грецький середземноморський острів Крит був окупований фашистами. Британські офіцери майор Патрік Лі Фермор та капітан Стенлі Мосс виконують спеціальне завдання на острові. За допомогою критського опору, вони повинні викрасти німецького генерала Крейпа.

## У ролях
| Актор             | Роль                           |
| ----------------- | ------------------------------ |
| Дірк Богард       | майор Патрік Лі Фермор         |
| Маріус Горинг     | генерал-майор Крейп            |
| Девід Окслі       | капітан Стенлі Мосс            |
| Димитрі Андреас   | Ніко                           |
| Сиріл К'юсак      | Сенді                          |
| Лоуренс Пейн      | Манолі                         |
| Вульф Морріс      | Джордж                         |
| Майкл Гоф         | Андоні Зоідекіс                |
| Джон Кейрні       | Еліас                          |
| Брайан Ворт       | Стратіс Савіолкіс              |
| Роленд Бартроп    | Міккі Акоміанакіс              |
| Джордж Юдженіо    | Харіс Зографакіс               |
| Пол Стассіно      | Яні Катсіас                    |
| Адіб Ассалі       | Захарі                         |
| Тео Мореас        | сільський священик             |
| Такіс Франгофінос | Міхалі                         |
| Крістофер Лі      | німецький офіцер у стоматолога |
| Пітер Августин    | стоматолог                     |